# Michail Jakovlev (ciclista)
Michail Sergeevič Jakovlev (in russo Михаил Сергеевич Яковлев?; Mosca, 1º settembre 2000) è un pistard russo naturalizzato israeliano. Nel 2021 ha vinto la medaglia di bronzo nel keirin ai Mondiali di Roubaix e nella velocità agli Europei di Grenchen.

## Palmarès
- 2020

Grand Prix Tula, Velocità (Tula)
Grand Prix Tula, Keirin (Tula)
Grand Prix Moscow, Keirin (Mosca)
- 2021

2ª prova Coppa delle Nazioni, Velocità a squadre (San Pietroburgo, con Ivan Gladyšev e Danila Burlakov)
Campionati europei, Keirin Under-23
Campionati europei, Velocità Under-23
Campionati russi, Velocità a squadre (con Ivan Gladyšev e Aleksandr Šarapov)
Campionati russi, Velocità
Campionati russi, Keirin
- 2022

Campionati russi, Keirin
- 2023

Tel Aviv Open Championships, Velocità (Tel Aviv)
Tel Aviv Open Championships, Keirin (Tel Aviv)
Tel Aviv Cup, Velocità (Tel Aviv)
Tel Aviv Cup, Keirin (Tel Aviv)
Dublin International, Keirin (Dublino)
Grand Prix Brno, Velocità (Brno)
- 2024

Trofeu Artur Lopes, Velocità
- 2025

Belgian Track Meeting, Velocità

## Piazzamenti

### Competizioni mondiali
- Campionati del mondo

Aigle 2018 - Chilometro a cronometro Junior: 20º
Roubaix 2021 - Keirin: 3º
Roubaix 2021 - Velocità: 6º
Glasgow 2023 - Velocità: 12º
Glasgow 2023 - Keirin: 11º
Ballerup 2024 - Velocità: 5º
Ballerup 2024 - Keirin: 2º
- Giochi olimpici

Parigi 2024 - Velocità: 9°
Parigi 2024 - Keirin: 13°

### Competizioni continentali
- Campionati europei

Aigle 2018 - Velocità Junior: 6º
Fiorenzuola d'Arda 2020 - Velocità Under-23: 2º
Fiorenzuola d'Arda 2020 - Keirin Under-23: 6º
Apeldoorn 2021 - Velocità Under-23: vincitore
Apeldoorn 2021 - Keirin Under-23: vincitore
Grenchen 2021 - Velocità: 3º
Grenchen 2021 - Keirin: 4º
Grenchen 2023 - Velocità: 4º
Grenchen 2023 - Keirin: 7º
Apeldoorn 2024 - Velocità: 3º
Apeldoorn 2024 - Keirin: 11°
Heusden-Zolder 2025 - Velocità: 2º
Heusden-Zolder 2025 - Keirin: 7º